# Idiohelina nubeculosa
Idiohelina nubeculosa är en tvåvingeart som beskrevs av Malloch 1921. Idiohelina nubeculosa ingår i släktet Idiohelina och familjen husflugor. Inga underarter finns listade i Catalogue of Life.